# Désinvolture
La désinvolture est une attitude décontractée, associant une certaine aisance de comportement avec un laisser aller jugé quelquefois excessif.

## Définition
Si le dictionnaire Larousse associe la désinvolture à l'impertinence, au laisser-aller et au sans-gêne, le site du CNTRL définit ce mot comme « une manière quelque peu inhabituelle d'être dégagé, voire libre et élégant ».

## Étymologie
Le participe passé adjectivé du verbe desenvolver (signifiant « développer ») donne le terme desenvuelto, à l'origine du mot italien « disinvolto » et du mot français « désinvolte ». Il s'agit d'un dérivé du verbe volver issu du latin volvere qui signifie « rouler, dérouler ».

## Bibliographie

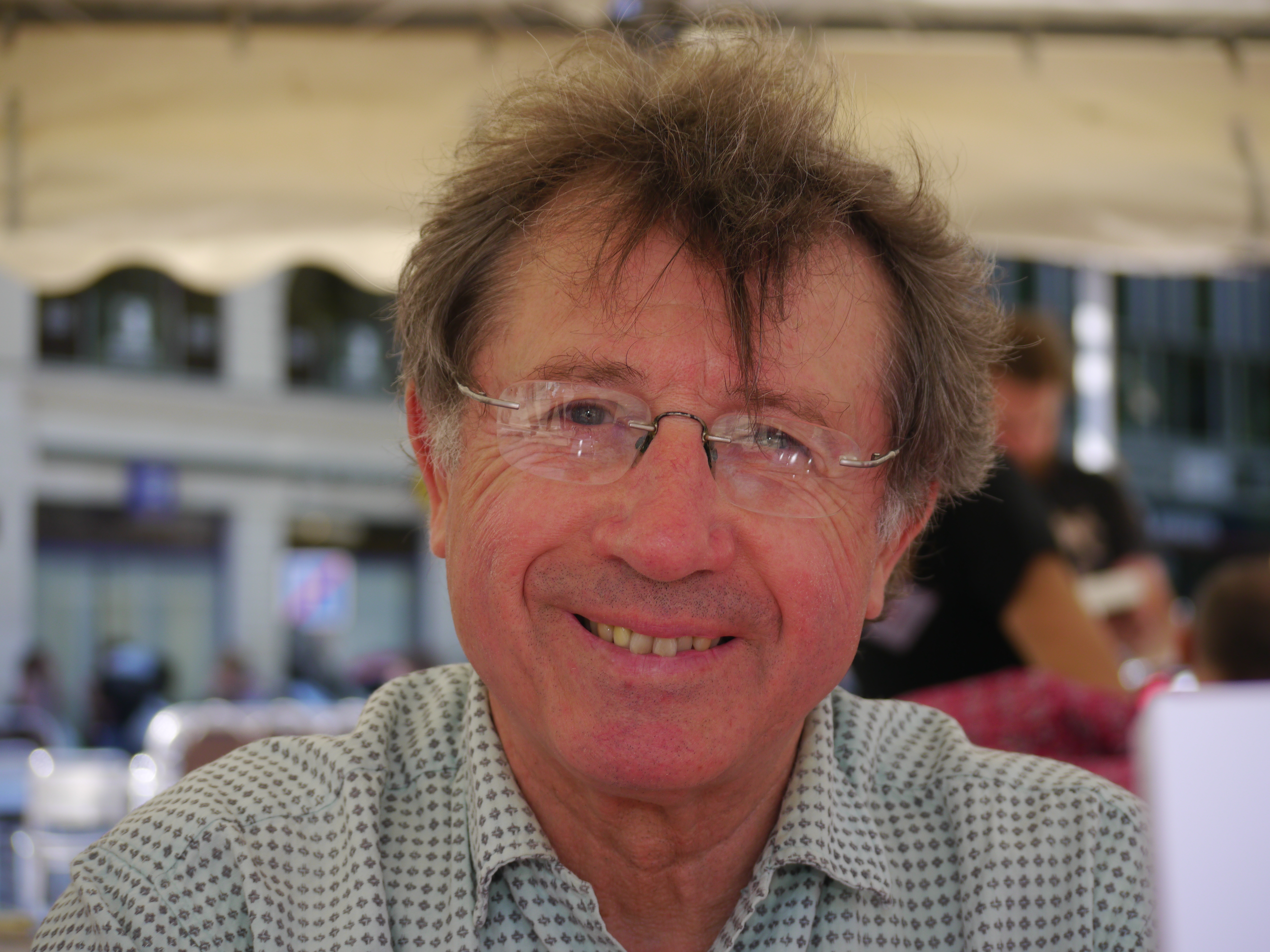
Denis Grozdanovitch